# Марк Випсаний Агрипа
Вижте пояснителната страница за други личности с името Агрипа.
Марк Випсаний Агрипа (на латински: Marcus Vipsanius Agrippa) е древноримски държавник и генерал, вторият най-могъщ човек през ранната Римска империя. Избран е за консул през 37, 28 и 27 пр.н.е. Той е приятел, дясна ръка и най-важният генерал на Октавиан Август. Агрипа има водеща роля за военните успехи на Октавиан, вероятно най-ценният от които е победата в битката при Акциум срещу армиите на Марк Антоний и Клеопатра.
Марк Агрипа е зет на император Октавиан Август, тъст на император Тиберий, дядо по майчина линия на император Калигула, негова внучка е съпруга на император Клавдий и е прадядо по майчина линия на император Нерон.

## Произход и ранни години
Агрипа произлиза от богато провинциално семейство, което не било известно в римския политически живот. Роден е между 64 и 62 пр.н.е., мястото на раждането му не е сигурно. Името на баща му вероятно е Луций Випсаний Агрипа. Има по-възрастен брат, който също се казва Луций Випсаний Агрипа и сестра на име Випсания Пола. Връстник е на Октавиан, учат заедно и още в младежките си години стават близки приятели. Въпреки че Агрипа се асоциира със семейството на Юлий Цезар, неговия по-голям брат Луций Агрипа избира друга позиция в гражданската война през 40-те години пр.н.е., като се сражава под командването на Катон, биейки се срещу Цезар в Африка. След като войските на Катон са разбити, братът на Агрипа е затворен в затвора. Освободен е по-късно след като Октавиан се застъпва за него.
Не е известно дали Агрипа е воювал срещу брат си в Африка, но вероятно е служил при Цезар във военната кампания през 46 – 45 пр.н.е. срещу Гней Помпей Младши, с кулминация битката при Мунда. Във всички случаи Цезар е имал голямо доверие в него и след като взима властта в Рим, го изпраща заедно с Октавиан през 45 пр.н.е. да изучават военно изкуство в Аполония с македонските легиони. По това време Агрипа и Октавиан се срещат с астрологът Теоген, който предсказва блестяща кариера на Агрипа, преди да се поклони пред изключителната съдба на Октавиан.
На шестия месец от престоя им в Аполония, през 44 пр.н.е. до тях достига вестта за покушението над Цезар. Агрипа и другия му приятел генерала Квинт Руф, съветват Октавиан да заповяда на легионите от Македония да тръгнат към Рим, срещу убийците на Цезар. Пренебрегвайки този съвет Октавиан решава да плава по море към Италия придружен от двамата си приятели и малка свита. Възможно е съветът на Агрипа и Руф да не продиктуван единствено от младежката им нетърпеливост и плам, но и от политическите им амбиции, като двамата искат да се възползват от ситуацията за да се издигнат в йерархията за сметка на аристократите участващи в убийството на Цезар.

## Втори триумвират
След пристигането си Октавиан научава, че Цезар в завещанието си го счита за свой законен син и наследник. Агрипа и Руф не са пасивни наблюдатели, те подтикват приятеля си да пренебрегне съвета на майчиното си семейство и да приеме наследството оставено от Цезар. Агрипа придружава Октавиан в Рим, когато той отива да поиска тържествено наследството на Цезар от магистратите отговарящи за изпълнението на завещанието на убитият диктатор. Октавиан получава три четвърти от състоянието на Цезар, което Антоний отказва да му даде, както и фамилното му име. Октавиан приема името Цезар, въпреки че съвременните историци го наричат все още „Октавиан“ в този период.
Антоний, който е консул, успява въпреки атмосферата на напрежение, да постигне компромис със заговорниците, които участват в убийството на Цезар. Първоначално това е голям успех за него, като по този начин успява да успокои ветераните, да помири Сената и да се прояви в очите на заговорниците като техен защитник и гарант за гражданският мир. Пристигането на Октавиан, който иска да отмъсти на убийците на Цезар, поставя Антоний в сложна ситуация: въпреки че забавя признаването на Октавиан за наследник на Цезар, сега трябва да изясни политическата си позиция, тъй като има опасност да изгуби поддръжниците си, които симпатизират на Октавиан. Също така Антоний се опитва да си осигури управлението Цизалпийска Галия за следващата година, която в момента е управлявана от Децим Брут.
В Сената Антоний има множество врагове, а техният водач Цицерон, който вижда в лицето на Октавиан по-малкото зло държи пламенни речи срещу него. Октавиан осъзнава, че има нужда от по-голяма военна сила. Агрипа подпомага набирането на войски в Кампания. Агрипа вероятно е сред преговарящите, които печелят подкрепата на македонските легиони от Антоний за Октавиан. При тези преговори изглежда Октавиан за пръв път е придружен от Меценат, чиито умения на дипломат, допълват военните умения на Агрипа. През ноември 44 пр.н.е. Марк Антоний напуска Рим в посока Северна Италия, Брут отказва да отстъпи командването на Цизалпийска Галия и окупира Мутина, след което е обсаден от Антоний.

### Мутинска война
Сената праща двамата новоизбрани консули Панза, Хирций и Октавиан, който получава пълномощията на пропретор на север да се притичат на помощ на Брут. Не се знае какви длъжности са заемали Агрипа и Руф, но вероятно са били втори по ранг в армията на Октавиан. Тъй като Хирций е консул, два от легионите на Октавиан минават под негово командване. Антоний оставя брат си да обсажда Мутина и потегля да пресрещне консулите. При Форум Галорум успява да направи засада на Панза, който пътува с армията си да се присъедини към Хирций и Октавиан. В последващата битка войските на Антоний побеждават, а Панза е смъртно ранен. Антоний няма време за празнуване, тъй като пристигналите войски на Хирций успяват да го хванат неподготвен. Войниците на Антоний се бият храбро, но в крайна сметка след като търпи тежки загуби решава да отстъпи към Мутина. Октавиан през това време защитава лагерът на сенатските войски в близост до града.
При Мутина Антоний решава да не влиза в директна битка с армиите на Хирций и Октавиан, а тактиката му е да ги тормози с кавалерията си, докато чака изтощеният от глад Брут да се предаде. Сенатските армии се насочват към част от обсадата, която е по-слаба поради характеристиките на терена. Антоний първоначално се опитва да избегне всеобща битка и да отговори на предизвикателството само с кавалерията си, но когато кавалерийските части на врага оказват съпротива, за да предпази обсадните си линии от разрушаване, нарежда на два от своите легиони да спрат настъплението на легионите на Хирций и Октавиан. Започва ожесточена битка. Марк Антоний прехвърля допълнителни сили, за да посрещне атаката. Според Апиан силите на Антоний се оказват затруднени поради бавното пристигане на подкрепления от легионите, които са разположени далеч от района, където се водят най-важните сблъсъци. Превъзхождана по численост армията на Антоний търпи загуба и е принудена да бяга към Нарбонска Галия, където да се обединят със силите на Марк Емилий Лепид и други генерали лоялни на Цезар. В тази битка е убит консулът Хирций.

### Издигане към властта
След загубата му, в Рим обявяват Антоний и поддръжниците му за врагове на държавата. Цицерон се хвали в Сената, че цезарианците са на изчезване и не могат да се сравняват с патриотичните републиканци. Със славната победа на републиканската армия и с Източните провинции в ръцете на Касий и Брут, изглежда републиката печели по всички фронтове. Цицерон и неговите сподвижници обаче не са преценили добре, нито военния ресурс на Антоний, нито политическата зрялост на Октавиан, което ще им коства много. Скоро става ясно, че Цицерон не е в състояние да контролира Октавиан, който се насочва с победоносните си войски към Рим и заставя Сената да го назначи за консул. За да избегне гражданска война, през 43 пр.н.е. в Бонония Октавиан сключва пакт с Антоний и Лепид, известен като Втори триумвират. През цялото това време Агрипа е негов доверен приятел, генерал и съветник.
Октавиан и неговия колега консул Квинт Педий Балб уреждат убийците на Цезар да бъдат обвинени въпреки тяхното отсъствие, на Агрипа е поверен случаят срещу Гай Касий Лонгин. Това става в същата година, в която Агрипа започва своята политическа кариера, заемайки позицията на народен трибун, което му гарнира място в Сената.
Една от първите задачи на триумвирата е да се справят с убийците на Цезар, но има проблем – държавната хазна е празна. По подобие на Сула триумвирите въвеждат проскрипции, по този начин не само ще се напълни държавната хазна, но ще бъдат избити и враговете им. Цицерон е измежду първите убити, главата му е изпратена като подарък на Фулвия. Кланетата продължават няколко седмици, като са убити около триста сенатора и две хиляди конникa. Имуществото на проскрибираните се разпределя между триумвирата и техните поддръжници или е пуснато за продажба. На легионерите се обещава, че след края на войната срещу „освободителите“ между тях ще бъде разпределена земя в богатите региони на републиката. Агрипа не взима участие в чистките, единствената известна информация за него през този ужасяващ период е, че успява да спаси проскрибиран, след като се застъпва за него пред Октавиан.

### Перузинска война
През 42 пр.н.е. Агрипа участва в битката при Филипи и вероятно заедно с Руф командват част от армията, като се има предвид, че Октавиан е сериозно болен през тази кампания. След завръщането им в Рим, изиграва главна роля в потушаването на бунта на Луций Антоний и Фулвия Антония (брат и жена на Марк Антоний), започнал през 41 пр.н.е. и завършил през 40 пр.н.е. с т.нар. Перузинска война. Луций и Фулвия се опитват да установят тяхното семейство на власт, като пречат на Октавиан да разпредели земя за победоносните си ветерани от Филипи.
Октавиан е отблъснат Нурсия и започва обсада на град Сентинум. Луций, който е в Пренесте потегля към Рим и побеждава Лепид, който защитва града. Научавайки за това Октавиан потегля по Виа Фламиния към Рим изпращайки инструкции на Квинт Руф, който пътува с шест легиона през Умбрия да продължи с обсадата на Сентинум. С приближаването на войските на Октавиан, Луций Антоний изоставя Рим с намерението да се присъедини към лейтенантите на Антоний – Квинт Фуфий Кален, Вентидий Бас и Азиний Полион в Галия. Октавиан окупира Рим без кръвопролития, след което изпраща Агрипа да преследва Луций Антоний от юг.
Първият ход на Агрипа е да превземе Сутриум – важен град за Луций Антоний намиращ се на Виа Касия. Агрипа се опитва да привлече вниманието на Луций към себе си и да осигури достатъчно време на Квинт Руф, които превзема Сентинум и Нурсия да дойде от североизток и да приближи войските на Луций по Вия Фламиния в тил. Планът на Агрипа успява, Луций се връща назад към Сутриум и за негова изненада разбира, че пътят на север е блокиран от Руф. Не смеейки да рискува битка, Луций се отправя на север по Вия Касия към офицерите на брат си, докато Руф възпрепятства напредването му, а Агрипа атакува тилът му. Докато Луций напредва на север, генералите на Октавиан се опитват да го приклещят в дефилетата на Етрурия през които преминава Вия Касия. Виждайки, че няма да може да стигне до Галия, Луций се връща към Перузия, където е обсаден от комбинираните армии на Октавиан, Руф и Агрипа.
Октавиан, подобно на Цезар при Алезия, обгражда Перузия с укрепления, за да предотврати евентуално бягство от града и да обезкуражи нападения от лейтенантите на Антоний. Вентидий Бас, Азиний Полион и Мунаций Планк с тринадесет легиона под тяхно командване се опитват да вдигнат обсадата на града, но не успяват след като Агрипа и Руф им нанасят тежки поражения. Тримата пълководци изоставят Луций и Фулвия на произволът на съдбата и се оттеглят. Луций Антоний е принуден да се предаде след няколко месеца на обсада (зимата на 40 пр.н.е.). През този период Квинт Руф е главният генерал на Октавиан.

### Градски претор
След Перузинската война Октавиан заминава за Галия и оставя Агрипа като градски претор в Рим със задача да защитава Италия от Секст Помпей (син на Помпей Велики). Бившия адмирал на морските сили на Рим и враг на триумвирата окупира Сицилия и създава пиратска държава, присъединявайки към себе си Корсика, Сардиния, Сицилия и Пелопонес, като по този начин блокира снабдяването на Рим със стоки. През месец юли 40 пр.н.е. докато Агрипа се занимава с организирането на Ludi Apollinares Секст започва нахлуване в Южна Италия. Агрипа напредва за да го пресрещне принуждавайки го да отстъпи.
Въпреки това триумвиратът се оказва нестабилен и през месец август 40 пр.н.е. и Секст и Марк Антоний нападат Италия (но не като съюзници). Агрипа успешно успява да си върне Сипонто от Антоний, което помага да се сложи край на конфликта. Агрипа е един от посредниците, чрез които Антоний и Октавиан се споразумяват за нов мир. По време на преговорите Октавиан научава, че Квинт Руф е имал намерение да го предаде в полза на Антоний, което довежда до преследването на Руф и смъртта му. След смъртта на Руф, Агрипа става главният генерал на Октавиан.
Триумвирите избират консулите за 39 пр.н.е. Гай Калвизий Сабин и Луций Марций Цензорин. Те са единствените сенатори, които се опитват да защитят Цезар на 15 март 44 пр.н.е. Издигането им за консули от триумвирата се счита за признание за тяхната лоялност. За да се скрепи съюзът Антоний се жени за Октавия Младша – сестра на Октавиан. Помирението между триумвирите се празнува в цялата държава, като гражданите се надяват републиката да влезе в нова ера на мир.

### Управител на Галия
През 39 или 38 пр.н.е. Октавиан назначава Агрипа за управител на Трансалпийска Галия, на мястото на Квинт Руф. Заради сътресенията в Римската република последвали след галските войни, на Галия се обръща твърде малко внимание, което води до бунт на аквитаните – племена, които населявали земите на днешна Югозападна Франция. До края на 38 пр.н.е. Агрипа успява да сложи край на бунта.
Агрипа става вторият римски военачалник след Цезар, който пресича река Рейн. Той провежда кампания срещу свебите, германско племе, което се слави като изключително агресивно. След успешната кампания преселва племето уби на западния бряг на река Рейн и основава селището Ara Ubiorum. Агрипа строи и няколко нови пътя – един от Лугдунум до Аквитания, един до Горен Рейн в североизточните части на провинцията и един от Лангър (столица на племето лингони) в северна посока, където пътя се разделя на две: на северозапад до Реймс и на север до Трир. Намерени италиански амфори за вино в градовете свързвани от тези пътища, показва, че освен за преминаване на римските легиони, пътищата са се използвали и за търговия. Строежа на нова инфраструктура и победите на Агрипа, особено срещу аквитаните, имат голям принос за укрепването на властта на Октавиан.
През този период, или малко след това, Агрипа сключва брак с Цецилия Атика, дъщеря на Тит Помпоний Атик – близък приятел на Цицерон. Този брак е уреден от Марк Антоний. Освен че съпругата му е с благородно потекло, бракът има и финансова страна, бащата на Атика е човек от конническото съсловие и е изключително богат.

### Консул
През 37 пр.н.е. Агрипа е повикан от Октавиан да се завърне в Рим за да стане за пръв път консул, въпреки че е далеч по-млад от минималните 43 години, които се изискват за поста. Завръщането му е продиктувано и заради това, че Октавиан е претърпял няколко много сериозни военноморски загуби от Секст Помпей и се нуждаел от своя приятел да осигури бъдещата стратегия. Агрипа се отказва от полагащия му се триумф за подвизите му в Галия, тъй като смятал, че е неуместно да празнува докато приятелят му се намира в толкова трудна ситуация. Той не губи време и се заема с подготовка за противодействие на пиратите.

### Война срещу Секст Помпей
Първата задача на Агрипа е да построи сигурно и безопасно пристанище за своя флот. За тази цел съединява Лукринското езеро и езерото Аверно с канал. От така създаденото вътрешно пристанище чрез канал се достигало до морето. Новият пристанищен комплекс е кръстен „Порт Юлий“ в чест на Октавиан. Пристанището се свързвало с два тунела с колонията Куме, по този начин Агрипа е в състояние да превозва провизии без риск за сигурността им. Агрипа освобождава около 20 000 роби, на които е позволено да служат като моряци. Новосъздаденото пристанище му позволява да тренира новите попълнения и да строи нови кораби без да се притеснява от пиратски нападения. Генерала е отговорен и за технологичните подобрения, включващи по-големи кораби и подобрена форма на абордажна кука – харпакс, собствено изобретение състоящо се от дървена греда дълга около 2,2 m. обкована с железни ленти. От двете си страни гредата имала дебели метални пръстени. На единия пръстен била прикрепена остра желязна кука, а на другия пръстен били закачени множество здрави въжета, които се свързвали с изстрелваща машина. Харпаксът се изстрелвал към близкия борд на вражеският кораб в който се захващал, след което корабът е издърпван с лебедка и взиман на абордаж от римските войници. Ако куката се е закачила на далечния борд, вражеският съд дори е можел да бъде преобърнат. Също така устройството е можело да унищожи и такелажа на противникови кораб.
През 36 пр.н.е. армиите на триумвирата започват тристранна атака срещу Секст Помпей, който контролира Сицилия. Октавиан атакува от север, сили под командването на лейтенанта му Статилий Тавър атакуват от изток, Лепид трябвало да атакува от запад. По това време се разразява буря, която нанася тежки щети на флота на Октавиан. Само Лепид успява да достигне Сицилия и обсажда един от лейтенантите на Помпей на име Плиний Руф в Лилибей. След провала на първата атака, Агрипа поема командването и нанася поражение на Попмей в битка при Миле. По-късно Агрипа печели решителната битка при Наулох с която се слага край на съпротивата на Секст Помпей. Срещу 300 римски кораба се сражават 300 съда пиратска флотилия, от които само 17 успяват да се спасят. Самият Секст Помпей бяга в Мала Азия, където по-късно е убит от хора на Антоний, а част от силите му се присъединяват към Октавиан. Плиний Руф, който командва осем легиона се насочва на изток към Месана следван от Лепид. Агрипа и Лепид достигат до града едновременно. Агрипа настоява силите им да изчакат Октавиан преди да предприемат някакво действие, но Лепид не се съобразява с искането му и започва преговори с Плиний Руф. След като силите на бившия лейтенант на Помпей се присъединяват към Лепид, под негов контрол са около 22 легиона.
Лепид не е командвал по-голяма армия от години. Вероятно това е и причината да се възползва от силата на легионите си и да поиска контрола над цяла Сицилия, въпреки че великодушно се съгласява да размени Сицилия и управлението на контролираната от него провинция Африка за Нарбонска Галия, Далечна и Близка Испания, които са под контрола на Октавиан. Тези искания на Лепид, дават основание на Октавиан да обвини колегата си триумвир в опит за заграбване на Сицилия и подклаждане на бунт. Легионите на Лепид се присъединяват към Октавиан. Октавиан едностранно и без да се допита до Антоний, позволява на Лепид да запази живота и имуществото си, както и титлата Понтифекс максимус, но го изключва от триумвирата, изпраща го в изгнание и го отстранява от командването на провинциите му, които преминават под контрола на Октавиан. Самият Агрипа е награден за победата си над пиратите с морска корона, декорирана с корабни бордове (на латински: corona navalis), изобразяван по-късно с нея на монети. По този повод историците отбелязват: „Това беше украшение недавано на никой преди или след това“.
С края на тази война Октавиан ефективно премахва опасността от Секст Помпей и конкуренцията на Емилий Лепид, но не всичко в републиката е уредено. След години борбата за власт между Антоний и Октавиан ще прерасне в т.нар. последна война на Римската република, в която Агрипа има решаваща роля.

### Военни кампании през 35 – 34 пр.н.е.
През лятото на 35 пр.н.e. Агрипа заминава с Октавиан за Динарските Алпи в Западните Балкани. По пътя подчиняват част от яподите. След това Октавиан умиротворява бреговете на Далмация.
Октавиан, който понякога ръководи лично армиите и участва в битките в Далмация близо до Италия се проявява не само като защитник на полуострова, но и се показва като военен. Агрипа и Сталий Тавър, които участват във военните кампании на Октавиан стоят настрани за да му оставят цялата слава и да не засенчват новият господар на Западът, като същевременно му осигуряват навременна и точна помощ.
Начело на флота Агрипа ръководи първите операции от втората кампания в Далмация през 34 г. пр. н. е., защитавайки римските колонии срещу далматите. Няколко негови морски и сухопътни успеха, правят възможно възстановяването на римски военни щандарти загубени от Авъл Габиний през 47 пр.н.е. Агрипа се завръща в Рим през есента на 34 пр.н.е.
За първи път в историята на Рим флотът не е демобилизиран след битките, а запазен, поддържан и използван повторно в следващите военни кампании, по специално за тези кампании водени в Далмация. Октавиан обогатява флотът с кораби наречени либурни, доставени от далматите и илирите, кораби които ще изиграят ключова роля при Акциум.

### Публична дейност
След завръщането си от военните кампании, през 33 пр.н.е. Агрипа е назначен за едил. Една от първите мерки на Агрипа е да изгони гадателите, магьосниците и шарлатаните, често идващи от Изток, те са обвинявани, че подкопават основите на традиционната римска религия и представляват „пета колона“, подкрепяща интересите на Марк Антоний, като предсказват бъдещата му победа в зората на последната гражданска война на Римската република.
Водоснабдителната система е остаряла и занемарена, тъй като преди неговото назначение за едил поддръжката ѝ е пренебрегвана заради граждански войни в републиката. Агрипа създава екип от над 200 роби за поддръжка на акведуктите, резервоарите и фонтаните. Този екип му помага при обновяването и изграждането на акведуктите в Рим до смъртта му, след което преминава под управлението на императорът. Агрипа осигурява на града много точки за доставка на вода, което позволява почти всяка къща да има резервоар, тръба или чешма. Започва реставрацията и строежа на много сгради и акведукти – Аква Юлия и ремонта на Аква Марция, един от главните водопроводи на Рим.
Започва ремонти на пътищата и подобрения на инфраструктурата на града. Разширява и почиства градската канализация (Cloaca Maxima), издига бани, цветни градини и статуи, покровителства публичните изложби на произведения на изкуството. Тези ремонти на Агрипа са придружени с пищни обществени тържества при които се раздават олио и сол, осигуряват се безплатни бръснари, при Циркус Максимус се оставят всякакви предмети и стоки, като се разрешава гражданите да грабят без пари. Това е действие за съблазняване и мобилизиране на римския плебс в полза на Октавиан.
През 32 пр.н.е. Атик, свекърът на Агрипа, който страда от тежко заболяване, събира приятелите си, включително неговия биограф Корнелий Непот и Агрипа, за да ги уведоми, че ще се остави болестта да го победи. Той умира на 31 март и погребението му по негова молба е скромно. След смъртта му Агрипа вероятно наследява част от огромното състояние на Атик.
Назначението му за едил е необичайно, тъй като Агрипа е бивш консул, а в едно нормално развитие на кариерата (cursus honorum), бивши консули никога не са заемали по-нисшия пост едил. Това назначение показва, че Октавиан имал нужда от доверен и способен човек, който да се заеме с належащите проблеми на града.

## Война срещу Марк Антоний
През 32 пр.н.е. започва война между Октавиан и Антоний, което принуждава Агрипа да се завърне към военните си функции. Армията на Марк Антоний и Клеопатра наброява: 100 хиляди войници пехота, 12 хиляди конници и 370 кораба, с която те се насочват към Италия. Агрипа събира флота и превзема стратегически важният град Метони в Месения разположен на югозапад от Пелопонес, после се отправя на север и превзема Коркира. След това Октавиан идва със силите си в Коркира и създава военноморска база. Антоний изтегля корабите и войниците си към Акциум, където Октавиан се отправя да го срещне. Междувременно Агрипа побеждава Квинт Насидий, един от командирите на Антоний в морска битка при Патра. Дион Касий разказва, че когато Агрипа се отправил да се присъедини към силите на Октавиан близо до Акциум налетял случайно на Гай Созий един от лейтенантите на Антоний, който провеждал изненадваща атака срещу Луций Тарий – поддръжник на Октавиан. Неочакваното пристигане на Агрипа обръща битката в полза на Тарий.
Според Дион Касий, когато наближила решителната битка Октавиан получил информация, че Антоний и Клеопатра ще се опитат да пробият блокадата и да избягат. Отначало Октавиан мислил да пропуснат командните им кораби да преминат, изтъквайки, че те ще могат да ги достигнат със своите леки съдове, а останалите вражески кораби щели да се предадат, когато видят малодушието на бягащите Антоний и Клеопатра. Агрипа възразява, че въпреки по-големите си размери корабите на Антоний могат да се движат по-бързо от тези на Октавиан, ако опънат платната си, а и сега имали прекрасна възможност за битка, защото флота на Антоний бил ударен от буря. Октавиан решава да последва съвета на приятеля си.
На 2 септември 31 пр.н.е. Антоний и Клеопатра със 170 кораба и 22 хиляди добре въоръжени войника решават да пробият морската блокада на Агрипа. Флотът на Антоний се състои от тежки и неповратливи триреми, в същото време флотът на Агрипа бил организиран съвсем различно от времето, когато водил война със Секст Помпей. Основно се състоял от леки и бързоходни кораби (либурни и биреми), подобни на корабите използвани от пиратите. Агрипа снабдил корабите си с допълнителна броня против тарани, също така с метателни оръжия и абордажните куки харпакс.
Бавно подвижните кораби на Антоний не успяват да противодействат на бързите кораби на Агрипа. По-голямата част от флота на Антоний е потопена или се предава, а самите Антоний и Клеопатра с леки кораби успяват да се изтеглят в Египет. Победата при Акциум дава на Октавиан цялата власт над териториите на Рим, тя е възможна благодарение най-вече на Агрипа.

## Агрипа и император Август

### Завръщане от Акциум и управление на държавата
След победата при Акциум, Октавиан се подготвя за кампания срещу Египет. Легионите на Антоний присъствали при Акциум се присъединяват към Октавиан. Половината армия е разпусната и се завръща в Италия. Агрипа е изпратен обратно в Рим за да се изправи срещу недоволството на ветераните, които все още не са получили никакви награди. При отсъствието на Октавиан, Агрипа и Меценат управляват временно държавата. Въпреки това, нито един от тях не заема официална длъжност или упражнява никаква магистратура. Престижът на двамата е достатъчен, за да утвърди техния авторитет и власт. И двамата мъже имат право да използват печата на Октавиан и да отварят, четат и променят съдържанието на писмата му до Сената.
Агрипа изпитва големи трудности да овладее недоволството на ветераните и призовава приятеля си да се намеси. Октавиан решава да отложи кампанията срещу Египет и в средата на зимата се връща в Бриндизи. За по-малко от месец Октавиан успява да успокои недоволството на ветераните, като раздава пари и земя. Необходимата земя се набавя, като поддръжниците на Антоний се изгонват от Рим, а земята им се конфискува. На изгонените, както и на някои от ветераните на Антоний е предложена земя в Епир, Тракия, Тесалия и Африка.
Флотът първоначално е изпратен в „Порт Юлий“, вероятно с оглед на бъдещите операции на Иберийския полуостров и Бретан, а по-късно е разпределен в Мизенум на Тиренско море и в Равена на Адриатическо море. Агрипа със сигурност играе важна роля по време на това преразпределение на републиканските военноморски сили.
След като урежда нещата в Италия, за Октавиан идва времето окончателно да се разправи с Антоний и той се насочва към Египет. През 30 пр.н.е. се провеждат две сражения при Александрия, повечето от войниците на Марк Антоний дезертират и той няма достатъчно сили за да се бори с Октавиан.
Антоний изпада в отчаяние и се самоубива. Скоро след това Клеопатра е доведена в двореца и напразно се опитва да измоли милост от Октавиан, които има планове да я включи в триумфа си като плячка и да я покаже окована на римския народ. Египетската царица приспива бдителността на поставената ѝ охрана и на 12 август 30 пр.н.е. се самоубива. Октавиан убива Цезарион, за да е сигурен, че ще е единственият наследник на Юлий Цезар. Убива и големия син на Антоний – Антил. Останалите деца на Клеопатра от Антоний са възпитавани от Октавия, заедно с нейните собствени деца от Антоний.
През цялото това време Агрипа и Меценат продължават да управляват Рим и Италия в очакване на завръщането на новия господар на републиката. През 29 пр.н.е. Октавиан се завръща в Италия, където в Рим му е устроен тридневен триумф заради победите му в Илирия, Акциум и Египет. Самият Агрипа получава небесно син вексилум – знак за изключителни заслуги заради победата си в битката при Акциум. Многобройни алюзии на морските победи на Агрипа се появяват върху монети, статуи и сгради. Агрипа е между плебеите, които са издигнати до патриций от Октавиан по силата на закона Lex Saenia, приет предходната година.
През 29 пр.н.е. кариерата на Агрипа прави нова стъпка. В продължение на повече от десет години от Мутина, през Филипи, Перузия, Аквитания, Сицилия и Акциум, Агрипа с военния си гений побеждава един след друг онези, които стоят на пътя на Октавиан. След битката при Акциум, на тридесет и две или три години, той най-накрая може да почива на лаврите си като най-великият генерал на своето време, непобеден по суша или море. През следващото десетилетие времето му е заето да помага с организацията и управлението на новата Римска империя. Агрипа вероятно не е политик от калибъра на Октавиан или Меценат, но неговият гений за организация и администрация го прави безценен помощник в задачите, пред които се изправя Октавиан, след като се завръща в Рим през 29 пр.н.е. До този момент Агрипа е първият приятел на Октавиан; сега той става неофициално вторият човек в Римската империя.

#### Строителство на Марсово поле
През 28 пр.н.е. става за втори път консул и заедно с Октавиан, правят преброяване на населението и прочистват Сената от „недостойните“ сенатори. През 27 пр.н.е. Агрипа получава трети консулски мандат. В същата година Сената присъжда титлата император на Октавиан Август, която Октавиан приема въпреки съвета на Агрипа. Пълководецът посъветвал своя приятел да не унищожава републиканските порядки. Агрипа заедно с Гай Меценат активно подпомагат императора и именно те изиграват главна роля в установяване формата на принципат, която продължава чак до така наречената „криза на третия век“ и зараждането на формата на домината.
От 27 до 24 пр.н.е. Август е в Испания и командва Кантабрийската война. През това време Агрипа и Меценат остават в Рим и в отсъствието на императора са начело на държавата. Агрипа започва нови строежи в Рим и продължава работата си от 33 пр.н.е. когато е едил. Той започва проекти на Марсово поле, което е слабо урбанизирано, като дотогава там се извършват военни обучения и граждански дейности. Агрипа преследва три цели: допринасяне за благосъстоянието на гражданите; разкрасяване на Рим, чрез издигането на паметници; празнуване славата и величието на Империята и Август.
С краят на гражданските войни, Агрипа е натрупал голямо състояние, след конфискуването на имоти на поставените извън закона привърженици на Марк Антоний, включително земя на Марсово поле и наследство от богатия си тъст Тит Помпоний Атик. Агрипа получава и много имоти в Сицилия след победата си над Секст Помпей, както и имоти в Египет, след смъртта на Антоний и Клеопатра. Освен това той притежава много мини и фабрики, което улеснява проектите му, както и изобилие от работна сила и висококвалифицирани хора между робите си и освободените си роби. В антуража му има и много архитекти, инженери и строители, включително Ауктус и Витрувий.
Като начало Агрипа се впуска в завършването на проектите на Юлий Цезар, като заменя дървената ограда около мястото на Септа Юлия, в която се помещават събранията на комициите с мраморни стени и портик. Проекта е завършен с изграждането на правоъгълна сграда с колонада и украсена с много скулптури. Сграда която се превръща в предпочитано място за посещение от римляните. Също така строи безплатни обществени бани, a на Марсово поле изгражда езеро. Водоснабдяването за двете се осигурява от построяването на нов акведукт – Аква Вирго, който ще бъде завършен през 19 пр.н.е.
В памет на битката при Акциум, Агрипа построява сградата, която служи като „Пантеон“ до унищожаването ѝ през 80 г. Император Адриан използва модела на Агрипа за своя собствен Пантеон, който все още може да се види в Рим. Недалеч от сградата на Пантеона построява Базиликата на Нептун в чест на победите над Секст Помпей и Марк Антоний.
Домът на Агрипа на хълма Палатин, който преди това е собственост на Марк Антоний е унищожен от пожар през 26 или 25 пр.н.е., след което Агрипа е поканен да живее в императорската резиденция.
В този период Агрипа организира и брачната церемония между Марк Клавдий Марцел и дъщерята на Август, Юлия.
Императора жени Агрипа за своята племенница Клавдия, като по този начин Агрипа става възможен наследник на Октавиан. През 24 или 23 пр.н.е. след завръщането си от Испания, Октавиан заболява тежко и очаквайки най-лошото в присъствието на най-изявените магистрати, конници и сенатори предава на своя съконсул, известният републиканец и противник на монархическото управление Калпурний Пизон всички официални, военни документи и отчета за публичните финанси. По този начин декларира намерението си Пизон, като консул, да поеме функционирането на държавата за продължителността на консулството си. Въпреки това Октавиан дава пръстена си с императорския печат на Агрипа като показва, че генералът ще го наследи в случай на неговата смърт.

### Губернатор на Източните провинции
В крайна сметка за изненада на всички с помощта на доктора си Антоний Муса императорът се възстановява от болестта си. Влиянието на Агрипа над императора е причината за ревност от страна на Марк Клавдий Марцел (племенник на Октавиан), ревност вероятно подклаждана от интригите на третата съпруга на Октавиан – Ливия. Традиционно се твърди, че в резултат на тази ревност Агрипа напуска Рим. Август прави свой приемник племенника си, а Агрипа привидно е изпратен като губернатор в Сирия – един вид „благородно изгнание“, но той заминава от Рим за остров Лесбос, от където управлява провинцията чрез легат.
Въпреки че ако се поставят събитията в контекста на политическата криза от 23 пр.н.е., изглежда малко вероятно когато е изправен пред сериозна опозиция, император Август да изпрати в изгнание човек, който командва по-голямата част от римската армия. Далеч по-вероятно е „изгнанието“ на Агрипа да е добре преценено политическо позициониране на верен офицер с командването на значителна армия, като резервен план, в случай че постигането на плановете му през 23 пр.н.е. се провали и Октавиан се нуждае от военна подкрепа.
Някои историци смятат, че по това време Агрипа е бил на тайна мисия и преговарял с Партското царство за връщането на щандарти на римски легиони, пленени в битката при Кара. През 23 пр.н.е. Марк Клавдий Марцел умира. През 22 пр.н.е. река Тибър излиза от коритото си като причинява големи щети на инфраструктурата, има и криза с доставката на зърно за града, което води до масови безредици, с които Октавиан успява да се справи с големи трудности. През 21 пр.н.е. Август, решавайки че няма да може да се справи сам с държавните дела, вика Агрипа да се завърне в Рим.

#### Завръщане в Рим и сватба с Юлия
През 21 пр.н.е. се смята, че по съвет на Меценат, Октавиан Август с цел засилване още повече връзката между тях решава да направи Агрипа свой зет, заставя го да се разведе с жена си Клавдия и да се ожени за дъщерята на Октавиан – Юлия, вдовица на Марцел известна както със своята красота, така и със своя разюздан живот и разточителство. През зимата на 22 – 21 пр.н.е. Агрипа потегля от Митилини, за да сключи брак с Юлия в Рим.
Октавиан заминава за Сицилия, за да уреди делата на острова и след това да се насочи към Сирия. Докато е още в Сицилия изборите за консули на 21 пр.н.е. започват да създават проблеми. Едното от местата остава за Октавиан, а за втори консул е назначен Марк Лолий. Октавиан се отказва от консулството, но изборът между другите двама кандидати Квинт Емилий Лепид и Луций Плавций Силван става повод за бунтове сред населението.
Бракът на Агрипа с дъщерята на императора му дава достатъчна легитимност, за да се изправи срещу проблемите в столицата. Агрипа успява да се справи с бунтовете, а за консул е назначен Емилий Лепид. Изборът за градски префект за Латинския фестивал също предизвиква вълнения. Агрипа отлага процедурата с една година, също така потвърждава забраната въведена през 28 пр.н.е. да се празнуват египетски култове в границите на помериума и в радиус от четири стадия извън него. По този начин до наяква степен успява да успокои вълненият в града. Тези забрани свидетелстват и за нарастващото влияние на чужди култове в Рим. Спокоен Август се отправя на изток от Сицилия към Гърция оставяйки приятеля си в Рим.
Новата двойка построява вила на десния бряг на Тибър, близо до Трастевере. Във вилата са открити много картини, които свидетелстват за интереса на Агрипа и съпругата му към произведения на изкуството. Ще бъде построен и мост, който ще свързва вилата с останалата част на града: „Мостът на Агрипа“.

### В Галия и Испания
През 20 пр.н.е. Агрипа заминава за Галия където реформира системата на управление и данъците на провинцията, също така строи пътища и акведукти. През този период завършва строежа на Аква Вирго и започва изграждането на храма Мезон Каре в Ним. През 19 пр.н.е. Агрипа потушава въстанието на кантабриите в Испания (Кантабрийска война). Въпреки това, в съответствие с обичайната си скромност, не обявява своята победа с помпозни писма до Сената, нито приема триумфа който Август му предлага.

### Последни години
През 18 пр.н.е. Август назначава Агрипа за трибун и съуправител, през следващата година заедно организират празник в чест на възраждането на Рим. През 17 пр.н.е. Август осиновява синовете на Агрипа – Гай Цезар и Луций Цезар, вероятно с мисъл да го наследят, самият Агрипа за втори път е назначен за губернатор на източните провинции. За две години неговото внимателно и разсъдливо управление му донася голяма популярност, особено сред еврейското население. В този период се среща в Юдея с цар Ирод Велики и принася в жертва 100 бивола в Йерусалим.
През 14 пр.н.е. Агрипа подготвя военна кампания срещу Скрибоний, който е узурпирал Боспорското царство. Скрибоний твърди, че е син на Митридат VI и че е получил царството от Август, след самоубийството на Асандър. Агрипа отхвърля тази версия и изпраща писмо до Полемон I царя на Понтийското царство да се намеси и да отстрани узурпатора. В желанието си да предотвратят римската намеса самите жители убиват Скрибоний и оказват съпротива на Полемон. Агрипа решава да вземе нещата в свои ръце и тръгва с флота си към Крим. Достига до Синоп, което е достатъчно за бунтовниците да свалят оръжията и да признаят Полемон за цар на Боспорското царство. По този начин Агрипа възстановява властта на Рим над Кримският полуостров, също възстановява и доставките на боспорско жито за Гърция и Анадола. Агрипа получава големи почести и триумф, които той отново отказва и отново не изпраща писма до Сената да обяви успеха си.
През 14 или 13 пр.н.е. Агрипа се завръща в Рим и получава длъжността трибун за още пет години, а също и върховната власт над държавните провинции. През късната 13 или в началото на 12 пр.н.е. Агрипа се отправя на поход за завземане на територията в района на Дунав (бъдещата провинция Панония), по това време заболява тежко, връща се в Италия, и през месец март 12 пр.н.е. умира в Кампания на 51-годишна възраст. Октавиан Август организира пищно погребение в негова чест, а самия той е цял месец в траур. Императора лично съблюдава обучението на всички деца на Агрипа след смъртта му. Въпреки че Агрипа е построил гробница за себе си, Октавиан слага останките на приятеля си в своя собствен мавзолей.

## Наследство
Агрипа не е известен само заради военните си победи, но и с това, че по време на неговото управление са построени много архитектурни съоръжения. През 33 пр.н.е. Агрипа е едил и извършва много ремонти, строителни дейности и подобрения на инфраструктурата на Рим. През 27 пр.н.е. по време на третото си консулство и в памет на битката при Акциум, Агрипа построява Римския Пантеон. През 80 г. оригиналната постройка, както и много други сгради са унищожени от голям пожар. Император Адриан използва проекта на Агрипа да построи свой собствен пантеон, който е оцелял до наши дни в Рим. Посвещението на по-късната постройка, която е построена около 125 г. запазва текста на надписа от сградата на Агрипа. Думите на император Август: „Намерих Рим от тухли, а ви го оставям от мрамор“, се дължат до голяма степен и на дейностите, извършени от Агрипа по времето, в което заема постовете консул и едил.
Агрипа е известен още като човек, който се интересува от география. Под негово ръководство мечтата на Юлий Цезар за картографиране на цялата Римска империя е осъществена. Той създава кръгла диаграма на територията, която по-късно е възпроизведена от мрамор при Август. Копие на тази карта е поставена на колонадата на Агрипа в Рим, построена в негова чест от сестра му Випсания Пола. Всеки, който напускал Рим по Виа Фламиния, можел да види тази карта и да разбере колко голяма е империята, а когато се минело и покрай Ara Pacis, можело да се разбере, че тази империя дължи всичко на Октавиан Август и неговия добър приятел Агрипа.

### Бракове и деца
Агрипа има няколко деца от трите си брака:
- От първата си съпруга Цецилия Атика има вероятно две деца: Випсания Агрипина[l] и още една дъщеря на име Випсания Атика.[221]
- От втората си съпруга Клавдия Марцела, има две дъщери Випсания Марцела[222] и Випсания Марцела Младша.[223]
- От третата си съпруга Юлия, има пет деца: Гай Цезар, Юлия Младша, Луций Цезар, Агрипина Старша[m] и Агрипа Постум.[182]

## Галерия
- Изображение на Агрипа на релефа Ara Pacis в Рим
- Статуя на Агрипа, Археологически музей във Венеция
- Скулптурен портрет на Агрипа в Лувъра
- Аудиенция при Агрипа, картина от Лорънс Алма-Тадема, 1875 г.

## Забележки
1. ↑  Агрипа не използва nomen Випсаний през по-голямата част от кариерата си и в официалните надписи, а се нарича просто Марк Агрипа (Marcus Agrippa) или М. Агрипа (M. Agrippa), вероятно за да прикрие скромния си произход.[1]
2. ↑   Има недоказана теория, че Агрипа е незаконен син на Юлий Цезар. Виж: Wright, "Marcus Agrippa: Organizer of Victory".[12]
3. ↑  Майката на Октавиан Ация Балба Цезония и вторият ѝ съпруг Луций Марций Филип съветват Октавиан да се откаже от осиновяването и наследството оставено от мъртвият диктатор и да не се изправя срещу Антоний.[30]
4. ↑  Цицерон, често нападал Антоний в речите си. След като получила главата, Фулвия започнала да дупчи с шило езикът на мъртвият Цицерон в знак на отмъщение срещу „острият език“ на оратора.[62]
5. ↑  Древноримските историци дават различни цифри за избитите по време на проскрипциите. Ливий, Апиан и Плутарх посочват между 120 и 300 сенатора и до 2000 конника.[63]
6. ↑  Ежегодни тържествени игри в чест на бог Аполон, организирането им е част от служебните задължения на градските претори.
7. ↑  Не е ясно дали хората на Октавиан са го убили или Руф е предпочел да се самоубие.
8. ↑  Фулвия, третата съпруга на Антоний умира малко преди това в Гърция.
9. ↑  През 38 пр.н.е., докато е управител на Галия, Агрипа потушава бунт на аквитаните, което има голям принос за укрепването на властта на Октавиан.
10. ↑  Съдбата на първата съпруга на Агрипа не е известна.
11. ↑  Касий твърди, че Меценат казал на Октавиан: „ти го направи толкова могъщ, че той трябва или да ти стане зет, или да бъде убит“.
12. ↑  Първата съпруга на император Тиберий и майка на Юлий Цезар Друз.
13. ↑  Съпруга на Германик, майка на император Калигула и императрица Агрипина Младша.

### Цитирана литература

#### Класически автори
- Плутарх. „Животът на Брут“ //   Loeb Classical Library, 1918. (на английски)
- Плутарх. „Животът на Антоний“ //   Loeb Classical Library, 1920. (на английски)
- Светоний. „Животът на Август“ //   Loeb Classical Library, 1913. (на английски)
- Касий, Дион. „Римска История“ //   Loeb Classical Library, 1917. (на английски)
- Орозий, Павел. „История против езичниците“ //  Книга 6Б.   Attalus, 1889. (на латински)
- Фронтин, Секст Юлий. „Акведуктите на Рим“ //   Loeb Classical Library. (на английски)
- Плиний Стари. „Естествена История“ //  Книга 7.   Loeb Classical Library. (на латински)
- Патеркул, Велей. „Римска история“ //  Книга 2.   Loeb Classical Library, 1924. (на английски)
- Апиан. „Римска История, Римски Войни“ //  Книги 3 и 5.   Loeb Classical Library, 1913. (на английски)
- Непот, Корнелий. „Животът на видните командири“ //   The Tertullian Project, 1886. (на английски)
- Николай от Дамаск. „Животът на Август“ //   California State University, Northridge, 1923. (на английски)
- Сервий Хонорат, Мавър. „Коментари по „Енеида“ от Вергилий“ //   Perseus Digital Library. (на латински)
- Ливий, Тит. „История на Рим (фрагменти от изгубените книги)“ //   Perseus Digital Library. (на английски)

#### Модерни автори
- Kuntz Gilliam, Olive. The Memoirs of Augustus.   Vantage Press, 1965. (на английски)
- Syme, Sir Ronald. The Roman Revolution.   Oxford University Press, 1939. (на английски)
- Syme, Sir Ronald. The Augustan Aristocracy.   Clarendon Press, 1989. ISBN 0198147317. (на английски)
- Скрицкий, Николай В. 100 великих адмиралов.   Москва, 2003. ISBN 5-7838-0980-2. (на руски)
- Cosme, Pierre. Auguste.   Paris, Librairie Académique Perrin, 2005. ISBN 978-2-262-01881-8. (на френски)
- Платнър, Самюел Бол. Топографски речник на Древен Рим.   London, Oxford University Press, 1929. (на английски)
- Wright, Frederick Adam. Marcus Agrippa: Organizer of Victory.   New York, E.P. Dutton & Company, 1937. (на английски)
- Rehak, Paul. Imperium and cosmos.   The University of Wisconsin Press, 2009. ISBN 0-299-22010-9. (на английски)
- Roddaz, Jean-Michel. Marcus Agrippa.   École Française de Rome, 1984. ISBN 2-7283-0069-0. (на френски)
- Reinhold, Meyer. The Perusine War. Т. 26 no. 23.   The Classical Weekly, April 1933. (на английски)
- Reinhold, Meyer. Marcus Agrippa. A biography.   New York, The W. F. Humphrey Press Geneva, 1933. (на английски)
- Трухина, Н. Н. Агриппа, Марк Випсаний. Т. 1.   Москва, Большая российская энциклопедия, 2005. (на руски) Архив на оригинала от 2022-06-05 в Wayback Machine.
- Wilson-Jones, Mark. Principles of Roman Architecture.   New Haven, Yale University Press, 2003. ISBN 030010202X. (на английски)
- Powell, Lindsay. Marcus Agrippa: Right-hand Man of Caesar Augustus.   Pen and Sword, 2015. ISBN 9781473853812. (на английски)
- Maxfield, Valerie A. The Military Decorations of the Roman Army.   University of California Press, 1981. ISBN 9780520044999. (на английски)
- Лендеринг, Йона. Marcus Vipsanius Agrippa: Roman politician, friend of the emperor Augustus //   Livius, 2020. (на английски)
- Magie Jr., David. The Mission of Agrippa to the Orient in 23 BC. Т. 3 No. 2 Classical Philology.   The University of Chicago Press, 1908. (на английски)
- Cooley, Alison. The Cambridge Manual of Latin Epigraphy.   Cambridge University Press, 2012. ISBN 9780521840262. (на английски)
- Инар, Франсоа. Histoire Romaine Des origines à Auguste. Т. 1.   Librairie Arthème Fayard, 2000. ISBN 978-2213031941. (на френски)
- MacDonald, William L. The Pantheon: Design, Meaning, and Progeny.   Cambridge, MA, Harvard University Press, 1976. ISBN 0674653459. (на английски)
- Broughton, T. Robert S. The Magistrates of the Roman Republic: Volume II, 99 B.C. – 31 B.C.   New York, The American Philological Association, 1952. (на английски)
- Conlin, Diane Atnally. The Artists of the Ara Pacis: The Process of Hellenization in Roman Relief Sculpture.   The University of North Carolina Press, 1997. ISBN 0-8078-2343-0. (на английски)
- Bowman, Champlin, Lintott, Alan K., Edward, Andrew. The Cambridge Ancient History: The Augustan Empire, 43 B.C. – A.D. 69. Т. 10.   Cambridge University Press, 1996. ISBN 0-521-26430-8. (на английски)
- Chisholm, Hugh. Encyclopædia Britannica: Agrippa, Marcus Vipsanius. Т. 1, A to Androphagi, Elevent Edition.   New York, Cambridge University Press, 1910. (на английски)